# 172317 Walterbos
172317 Walterbos este un asteroid din centura principală de asteroizi.

## Descriere
172317 Walterbos este un asteroid din centura principală de asteroizi. A fost descoperit pe 4 octombrie 2002 la Apache Point Observatory în cadrul programului Sloan Digital Sky Survey. Asteroidul prezintă o orbită caracterizată de o semiaxă mare de 2,75 ua, o excentricitate de 0,09 și o înclinație de 14,1° în raport cu ecliptica.